# Émerson Henrique Alves
Émerson Henrique Alves, genannt Tico, (* 12. Dezember 1976 in Estrela do Sul, MG) ist ein ehemaliger brasilianischer Fußballspieler. Über seine Laufbahn ist kaum etwas bekannt, außer dass er 1997 mit dem Cruzeiro EC aus Belo Horizonte die Copa Libertadores 1997 gewann.

## Erfolge
Cruzeiro
- Copa do Brasil: 1996
- Copa Libertadores: 1997

Criciúma
- Série B: 2002